# اختبار هرشبرج
اختبار هرشبيرج (بالإنجليزية: Hirschberg test)‏ ويُعرف أيضًا باسم اختبار انعكاس القرنية لهيرشبرغ، هو اختبار في مجالات البصريات وطب العيون لتقييم ما إذا كان الشخص يعاني من الحول (انحراف العين). يُستخدم إصدار تصويري من اختبار هيرشبرغ لتحديد كمية الحول.

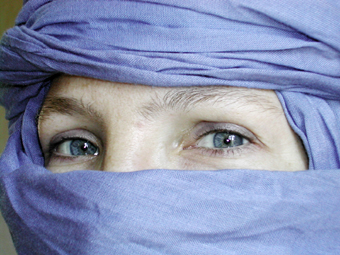
سلبية علامة هيرشبيرج: الانعكاسات تشكل نقاطًا متطابقة على كلا القرنيتين.

## التقنية
علامة هيرشبيرج السلبية: تشكل الانعكاسات نقاطًا متطابقة على القرنيات، يجرى الاختبار عن طريق تسليط الضوء في عيون الشخص ومراقبة حيث يعكس الضوء قبالة القرنيات. في الشخص مع محاذاة العين العادية منعكس الضوء يكمن قليلًا الأنف من وسط القرنية ما يقرب من 11 المتبنين المنشور - أو 0.5 ملم من محور البابيات، نتيجة للقرنية بوصفها مرآة محدبة تحولت زمنيًا للمراقب. عند إجراء الاختبار تُقارن ردود الفعل الخفيفة لكلا العينين، وستكون متناظرة في الفرد مع التثبيت الطبيعي. بالنسبة لنتيجة غير طبيعية، بناءً على مكان سقوط الضوء على القرنية، يستطيع الفاحص أن يكشف ما إذا كان هناك حول وحشي (انحراف العين غير الطبيعية للخارج)، أو حول أنسي (انحراف العين غير الطبيعية للداخل)، أو فرط العين (العين غير الطبيعية أعلى من العين الطبيعية) أو نقص العين (العين غير الطبيعية أسفل من العين الطبيعية).

### التفسير
في الخارج، يهبط الضوء على الجانب الإنسي للقرنية. في الحول الإنسي، يهبط الضوء على الجانب الجانبي للقرنية.
في التضخم يهبط الضوء على الجانب السفلي من القرنية. يهبط الضوء على الجانب العلوي من القرنية. يمكن أن يخبرك اختبار الغلاف بمدى الحول الخارجي.
يمكن أن يعاني الأفراد من العديد من التروبيا في وقت واحد. في اعتلال العين في جريفز، ليس من غير المألوف رؤية الحول الإنسي بسبب أمراض العضلة المستقيمة مع نقص الانسياب بسبب أمراض العضلة المستقيمة السفلية.

### اختبار كريمسكي
اختبار هو في الأساس اختبار هر، ولكن مع استخدام مناشير لتقدير انحراف عدم المحاذاة العينية عن طريق تحديد مقدار المنشور المطلوب لتوسيط المنعكس يُنصح باستخدام اختبار كريمسكى للمرضى الذين يعانون من التروبيا، ولكن ليس مع رحلان.

## تاريخا
طُورت هذه التقنية من قبل طبيب العيون الألماني جوليوس هرشبيرج الذي استخدم شمعة في عام 1886 لمراقبة رد الفعل الخفيف في العين مع الحول.